# Бистршице-под-Гостинем
Бистршице-под-Гостинем (чеш. Bystřice pod Hostýnem, нем. Bistritz) — город района Кромержиж Злинского края Чешской Республики.
Расположен в Моравии в 23 км к северо-востоку от районного центра г. Кромержиж. Река Быстршичка делит город на две половины, которые соединены несколькими мостами.

## История
Первое письменное упоминание встречается в 1368 году. Первоначально принадлежал деду чешского короля Йиржи из Подебрад. Около 1440 года здесь был построен замок. В 1747 году сооружена паломническая церковь Св. Гостина.
Наибольшее развитие Бистршице-под-Гостинем произошло после 1861 года, когда Михаэль Тонет открыл здесь фабрику по производству венской мебели, изготавливаемой из гнутого дерева. В то время это была крупнейшая фабрика гнутой мебели в Европе. Расширение промышленного производства вызвало большой приток новых рабочих. В 1864 году Бистршице получил статус города. В 1882 году построена железная дорога. Семья Тонет сыграла определяющую роль в развитии города: старший сын Михаэля Тонета Август был старостой Бистршице в 1873—1883 гг., а младший сын Якоб — в 1887—1893 гг.
Город страдал от сильных пожаров в 1594, 1789 и 1815 годах и наводнений в 1593 и 1997 годах.
Город поныне славится производством мебели. В Бистршице имеется городской парк Загаене, бассейн, мини-гольф, теннисные корты и футбольный стадион.

## Население
| Год  | Численность | Численность |
| ---- | ----------- | ----------- |
| 1869 | 3368        | [ 6 ]       |
| 1880 | 4120        | [ 6 ]       |
| 1890 | 5088        | [ 6 ]       |
| 1900 | 5438        | [ 6 ]       |
| 1910 | 6162        | [ 6 ]       |
| 1921 | 5820        | [ 6 ]       |
| 1930 | 6049        | [ 6 ]       |
| 1950 | 6452        | [ 6 ]       |
| 1961 | 7252        | [ 6 ]       |
| 1970 | 7605        | [ 6 ]       |
| 1980 | 8462        | [ 6 ]       |
| 1991 | 8441        | [ 6 ]       |
| 2001 | 8787        | [ 6 ]       |
| 2014 | 8393        | [ 7 ]       |
| 2016 | 8332        | [ 8 ]       |
| 2017 | 8266        | [ 9 ]       |
| 2018 | 8175        | [ 10 ]      |
| 2019 | 8169        | [ 11 ]      |
| 2020 | 8144        | [ 12 ]      |
| 2021 | 8129        | [ 13 ]      |
| 2022 | 7984        | [ 14 ]      |
| 2023 | 8029        | [ 15 ]      |
| 2024 | 8023        | [ 16 ]      |
| 2025 | 8002        | [ 3 ]       |

## Достопримечательности
- Гостин, место паломничества Девы Марии. Истоками паломничества послужила легенда, которая описывает чудо, сотворённое здесь Богородицей
- Замок Бистршице-под-Гостинем
- Ратуша 1595 года (перестроена в 1842 году)
- Позорный столб
- Костёл Святого Йиржи

## Города-побратимы

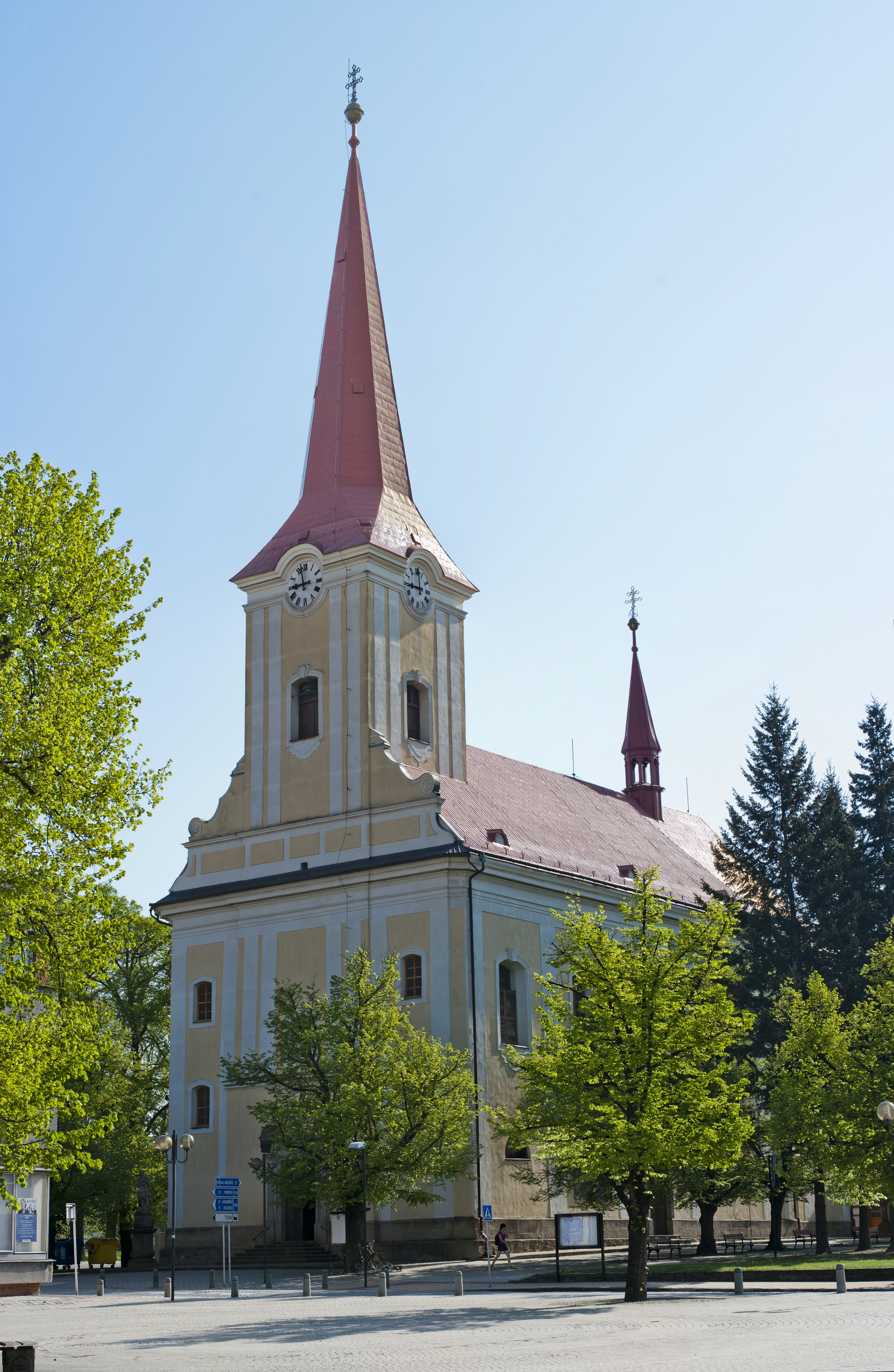
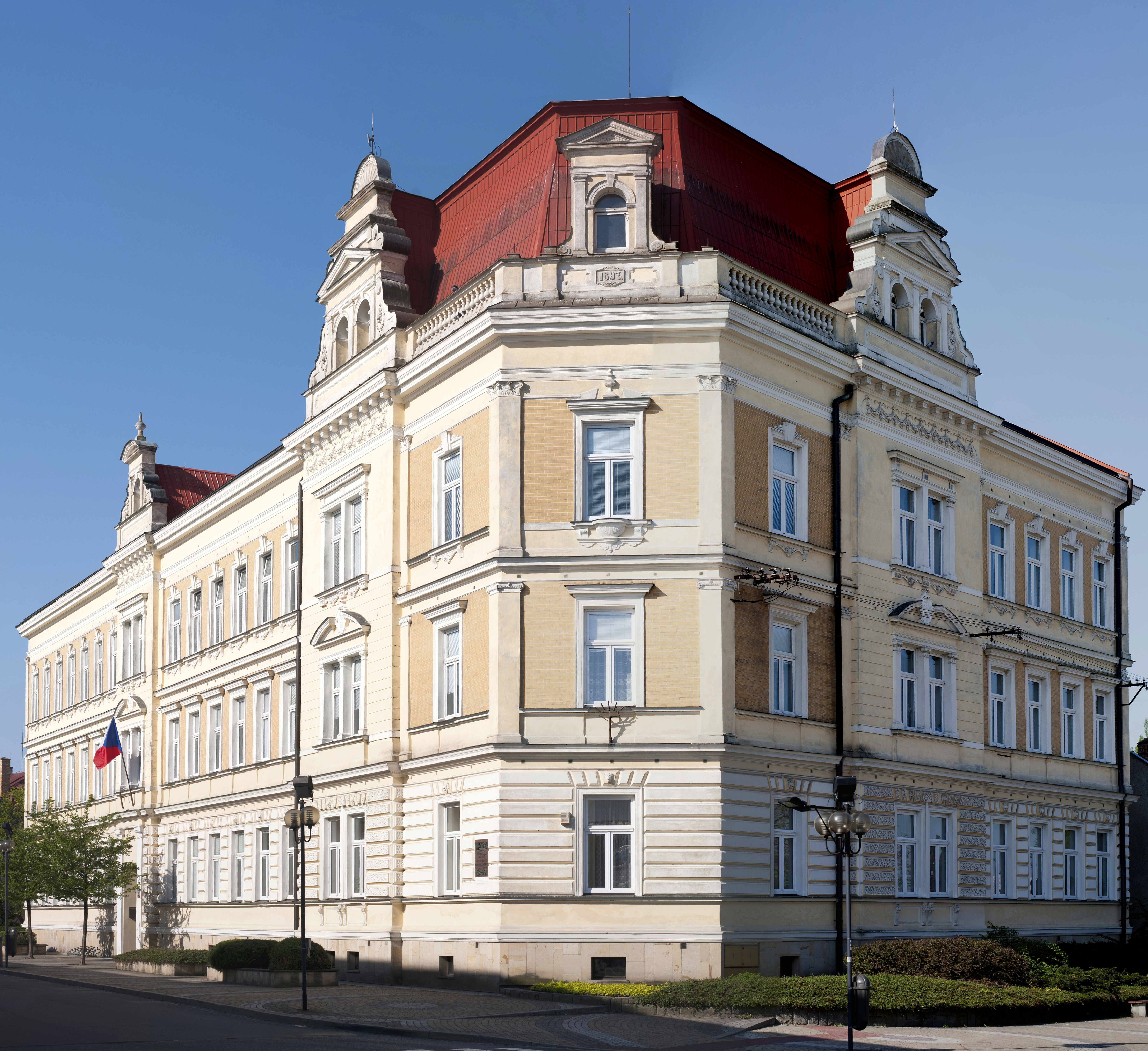
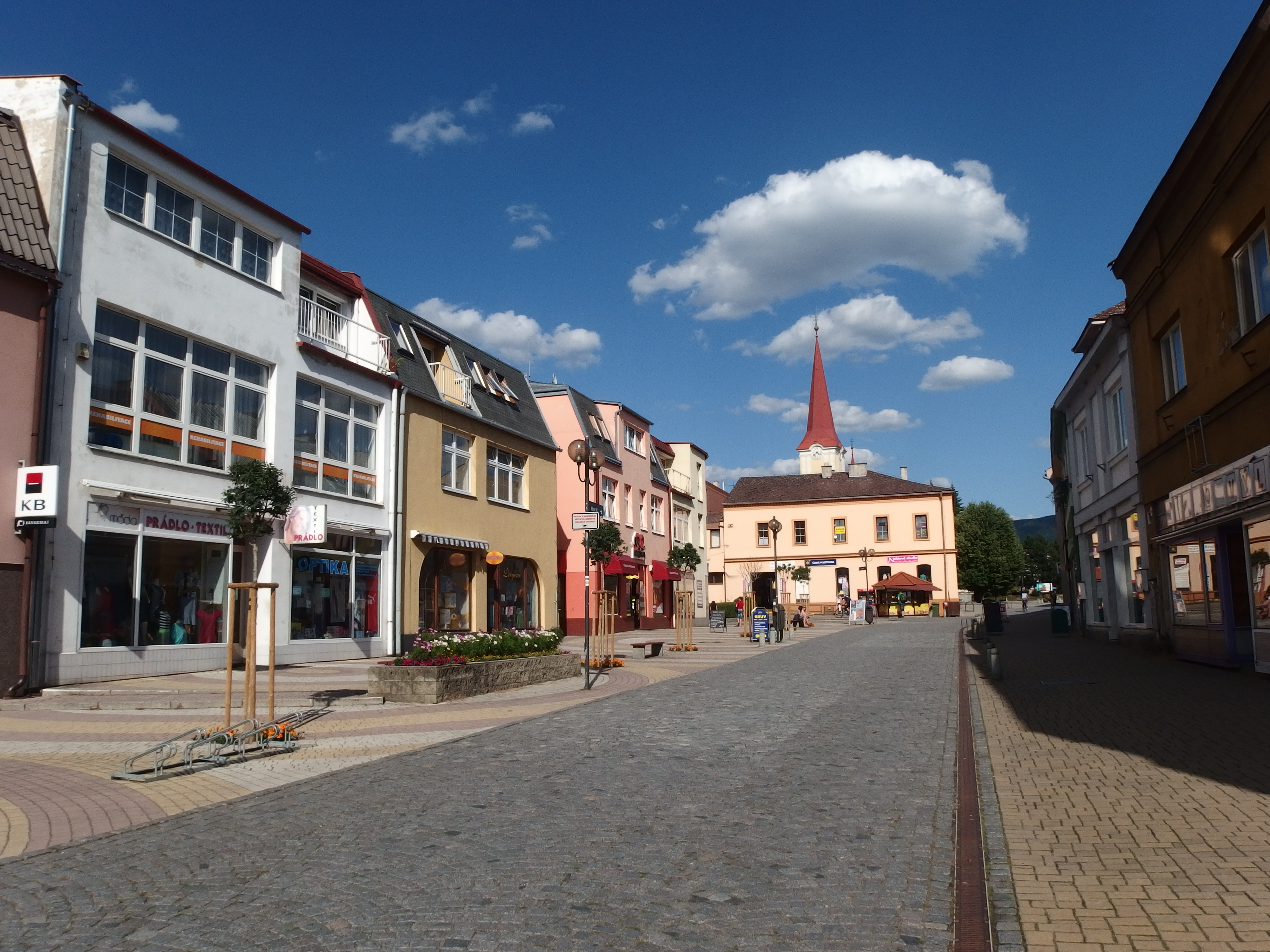
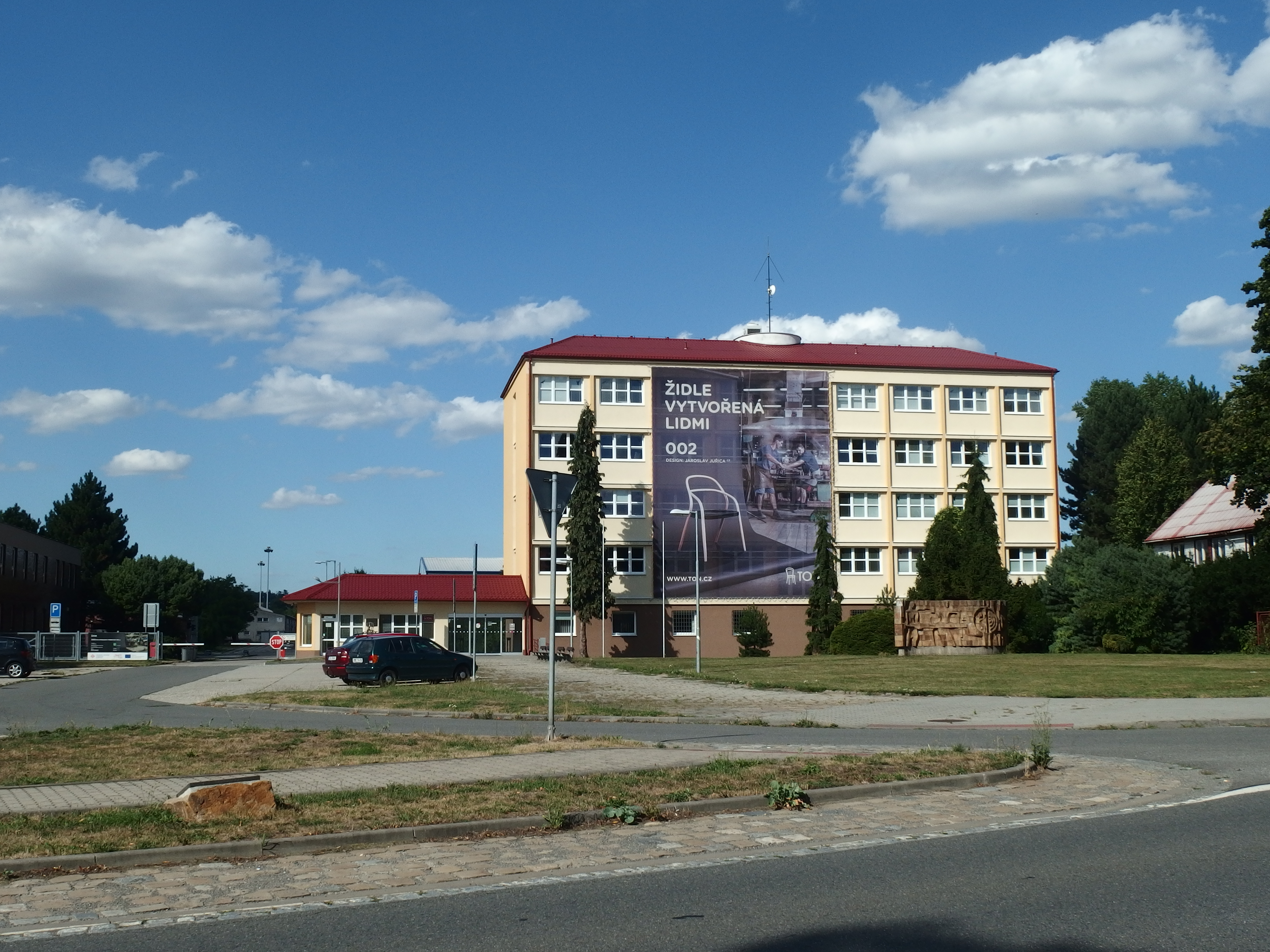

- Зальцкоттен, Германия
- Сан-Джованни-аль-Натизоне, Италия

## Персоналии
- Франтишек Сушил (1804—1868) — австрийский богослов, римско-католический священник, моравский педагог, фольклорист, собиратель народных песен. Участник чешского национального возрождения.